# امیل بودن
امیل بودن (به فرانسوی: Émile Bodin) نویسنده قرن نوزدهم میلادی اهل فرانسه بود.